# Бускарела (Павија)
Бускарела је насеље у Италији у округу Павија, региону Ломбардија.
Према процени из 2011. у насељу је живело 70 становника. Насеље се налази на надморској висини од 72 м.